# 乃木希典
乃木希典（日语：／ Nogi Maresuke，1849年12月25日—1912年9月13日），出生於日本長府藩藩士家庭，从师玉木文之进。為大日本帝國陸軍大將，官階正二位、大勳位、功一級、伯爵，1896至1898年任台灣日治時期第3任總督。乃木希典被日本當做軍神，自幼的基本教育是武士道精神与儒学忠君思想，但作为跻身长州藩陆军高级将领的乃木希典，其指挥作战的思維，只能以古典或陈旧来形容。

## 生平
乃木希典出生於日本本州山口縣一個下層武士的家庭，是父親乃木希次的第三子，母親為乃木壽子。日本在明治四年（1871年）开始实施效忠天皇“亲兵制度”，组建中央统帅的直辖部队，从萨摩藩、长州藩、土佐藩三处征集将兵，以藩兵身分遴选为天皇“亲兵”。

### 从军
- 1866年参加第二次长州征讨（参见长州征讨）。
- 1877年西南战争（参见西乡隆盛）中平息叛乱。

在西南戰爭（明治政府討伐西鄉隆盛的戰爭）時，他的部隊拿軍旗的士兵被殺，軍旗被薩摩軍奪走。有個插曲是乃木希典非常自責，拚命往前衝，企圖戰死，負傷之後，被抬到野戰醫院，仍舊企圖逃脫到前線作戰。後來乃木希典因為沒保護好軍旗的緣故，寫請罪書給總指揮官山縣有朋，請求嚴厲處分。但是山縣有朋認為乃木希典失去軍旗後仍奮戰不懈，且又自請處分情節可憫，因此破例不問罪。然而乃木希典還是相當自責，一日，乃木希典企圖切腹自殺，被兒玉源太郎發現並阻止。乃木希典說：「軍旗是天皇陛下授予的，我必須以死負責！」兒玉源太郎則嚴厲斥責他想法太過剛硬。乃木後仍為此經常借酒消愁，染上酒癮。
- 1886年－1888年赴德国留学军事。

乃木希典赴德國留學，性格受到很大的震撼。原以為發達的德國一定是燈紅酒綠紙醉金迷，沒想到，德國人那麼淳樸、內斂，對自己的文化傳統那樣的珍重。回國以後，他給軍部呈上“肅軍意見書”，要按照德國陸軍的方式整頓軍隊，講究軍人的風紀和精神面貌，從外表開始強調一個軍人的氣質和風貌。比如強調一個軍人無論何時何地都必須穿軍裝，要乾乾淨淨一絲不苟。至此，他的酒癮也戒掉了，變成一個極為自律的人。

### 甲午戰爭
1894年7月25日清国北洋水师与大日本帝国海军展开丰岛海战，中日甲午战争爆发。8月清国光緒帝對日宣戰，乃木希典當時任第一旅团长，从广岛出发前往東海。临行前明治天皇為日軍全體送行。在酒会上乃木希典也赋汉诗與和歌一首献给天皇：“肥馬大刀尚未酬，皇恩空浴几春秋。斗瓢傾盡醉餘梦，踏破支那四百州。”，而和歌内容大意是：“身心均是无限急躁，广岛一宿，梦有波澜（かずならぬ身にも心の急がれて夢やすからぬ広島の宿），1895年8月20日，這位軍官因為戰功而被封為男爵。

### 乙未戰爭（攻佔台灣）

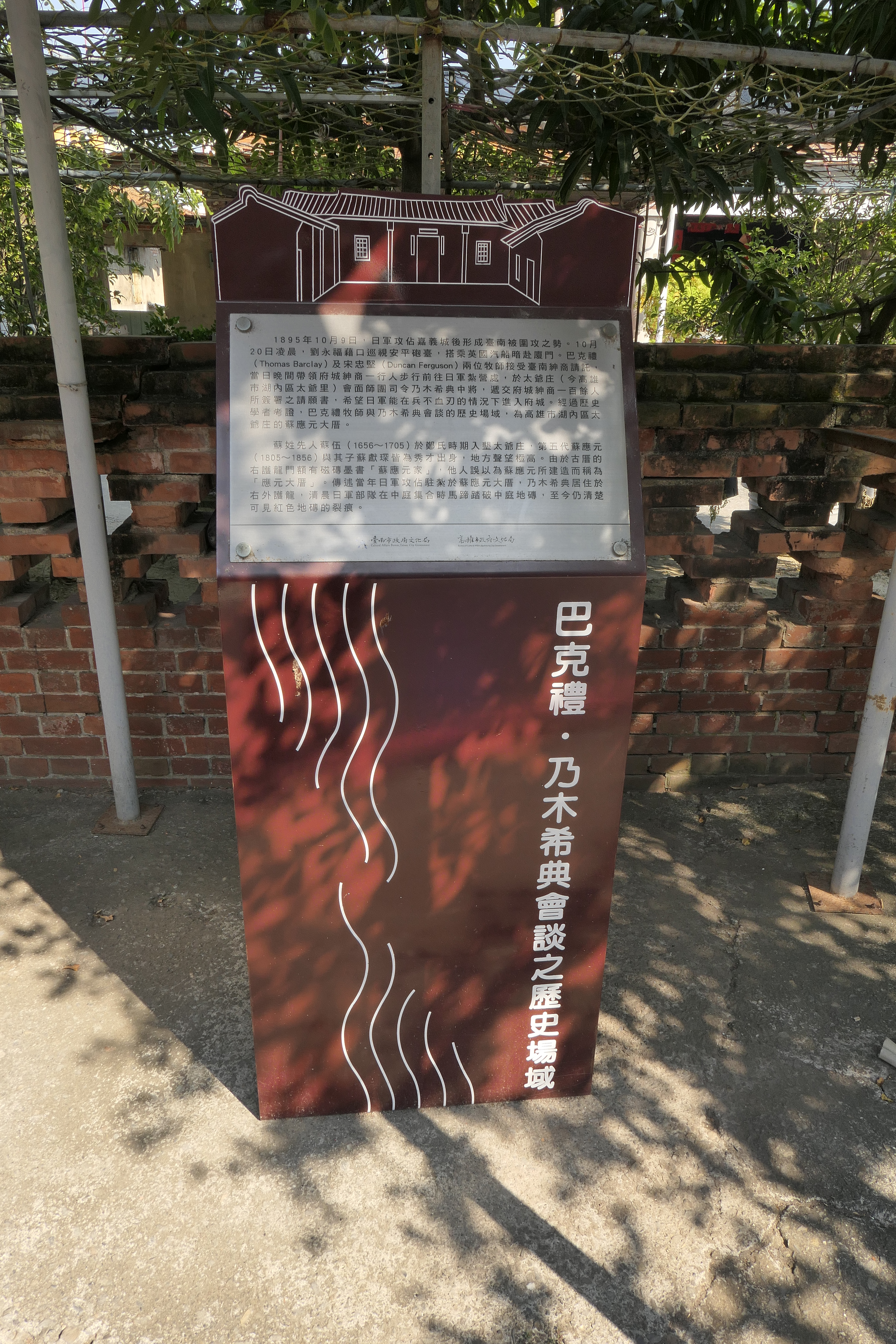
巴克禮與乃木希典會談歷史場域解說牌

1895年10月11日，乃木希典率第二師團登陸台湾屏東枋寮，佔領東港、鳳山後，在10月20日，當日軍「南進軍司令部」準備以兩師團之兵力圍攻臺南府城城之際，劉永福棄守臺南府城而內渡前往廈門，因此眾多臺南士紳懇請巴克禮牧師及宋忠堅牧師（Duncan Ferguson）向乃木希典將軍求和。10月20日夜間，巴克禮牧師等人先在二層行與日軍接觸，後來被帶到太爺見住在蘇家古厝的乃木希典。之後一行人引導日軍由臺南府城小南門入城，使得日軍不費一兵一卒即能夠不流血入城，此舉保全了府城五萬人免遭戰火波及。

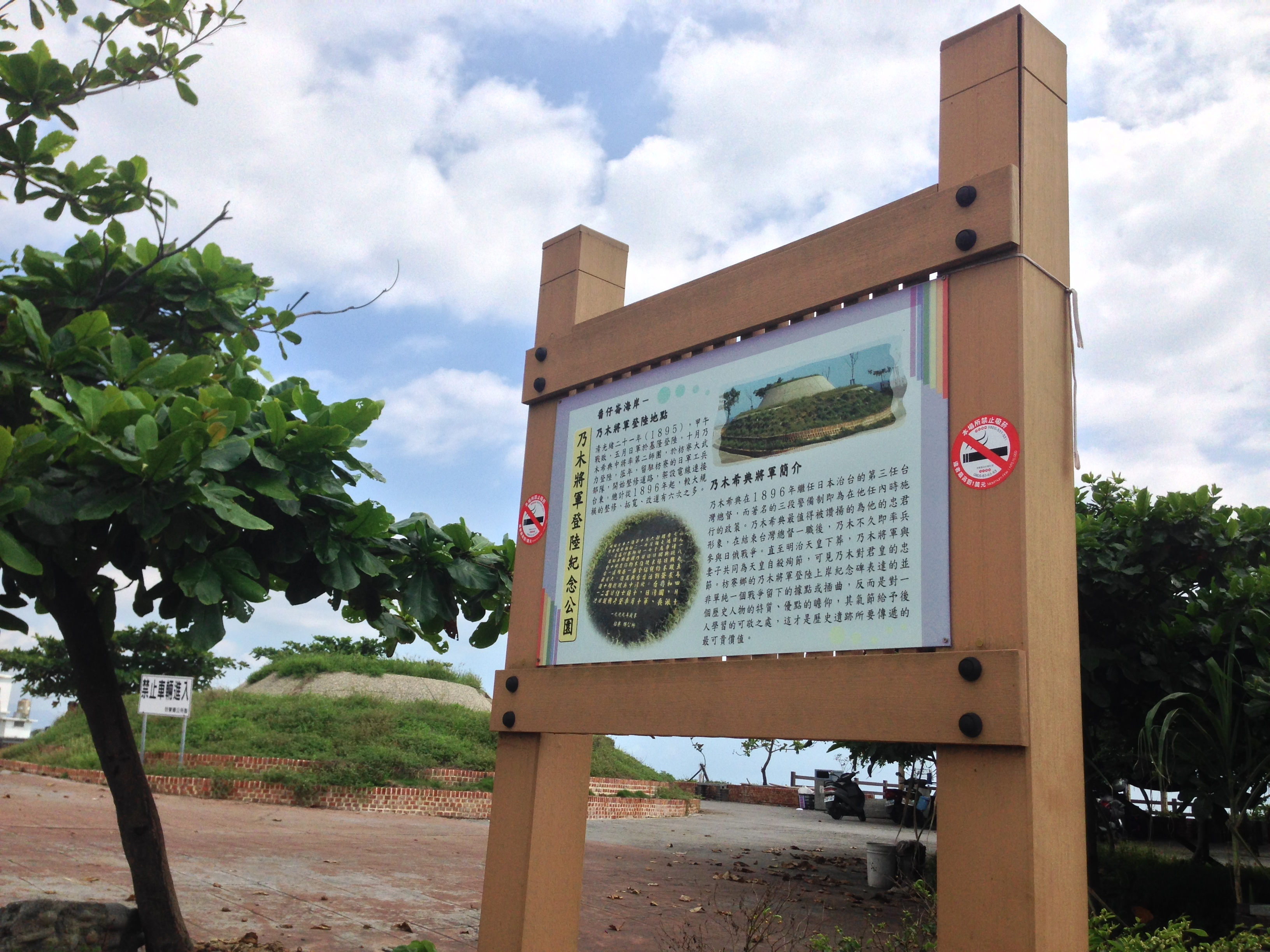
位在枋寮鄉大庄村番仔崙的乃木將軍登陸紀念公園。

### 任台灣總督

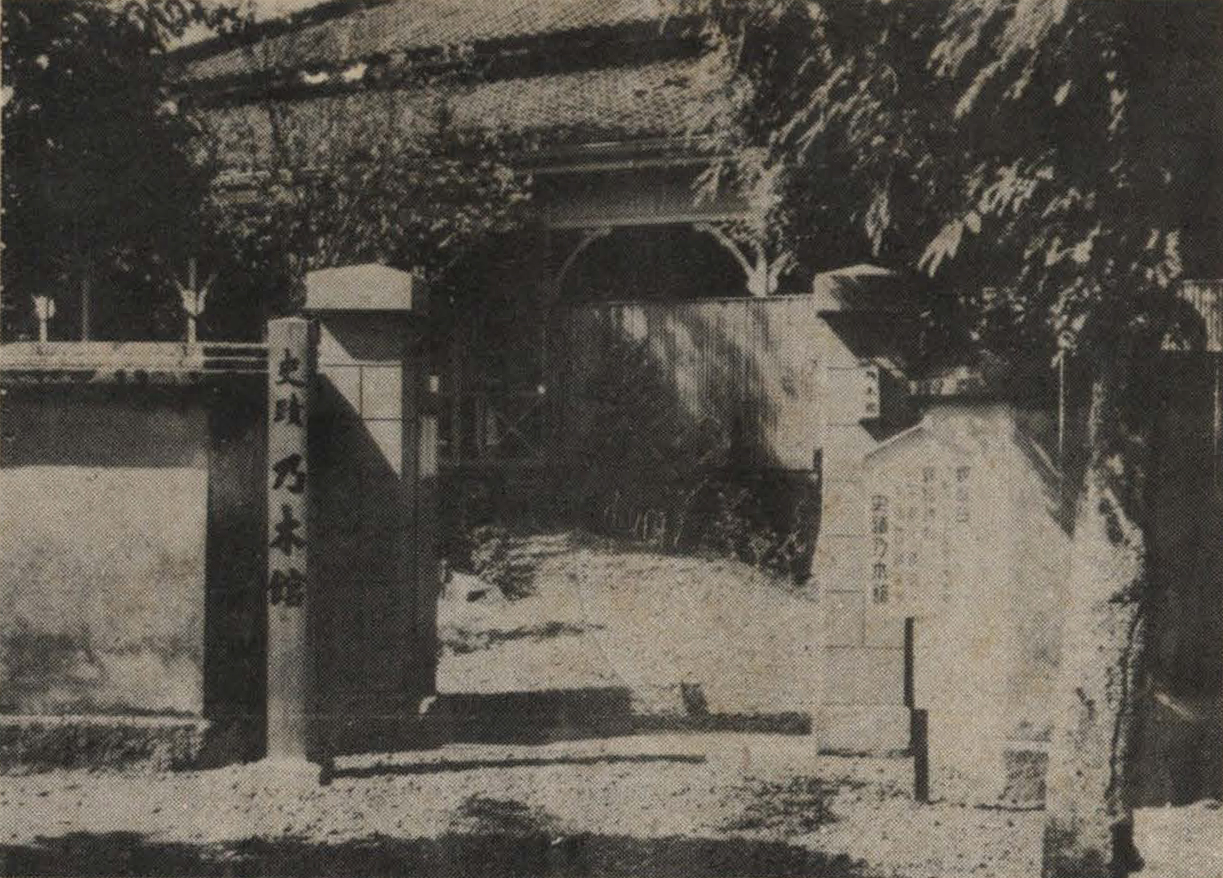
乃木館舊照，為乃木希典出任臺灣總督時的官邸。

乃木希典因參加甲午战争與隔年平定台灣的乙未戰爭有功，1896年，台灣日治時期曾擔任台南守備隊司令、第2師團長。10月14日獲得重大升職，開始任第3任台灣總督（1896年10月14日－1898年2月）。乃木的任務是確保台灣的治安穩定，而其妻子靜子與母親壽子同行。
乃木希典擔任第3任台灣總督期間，制定了三段警備制，確立了「以台制台」策略。然任內發生高野孟矩事件，導致「大日本帝國憲法是否適用於台灣」的爭議。1896年12月，爆發陸軍少尉結城亨與其部下21人於花蓮新城遭到太魯閣族殲滅，史稱新城事件。另外，在他擔任總督期間在主要都市設置意見箱，以聽取臺灣人用投書方式表露心聲。
1897年春，乃木希典利用回國之機向當時的日本首相松方正義及軍界、政界的少數要人談了日本在臺灣的處境及自己的想法，他認為應把台灣賣給其他國家。他在對友人的信中抱怨日本統治台灣一事：「就像乞丐，討到一匹馬，既不會騎，又會被馬踢。」認為台灣是塊燙手山芋。他建議將臺灣賣給英國，這樣既可甩掉一個包袱，又可獲得一大筆錢，一舉兩得。當時的日本政府正處於財政危機當中，乃木的建議引起了松方的興趣，但卻遭到了日本內閣中強硬派的反對，不過，乃木卻一直沒有死心，為達到甩掉臺灣的目的，乃木私下與英法官員進行了秘密接觸。當時英國殖民地甚多，殖民地的管理已使英國當局頭痛不已，對購買臺灣興趣不大，因此，日本與英國的這筆交易沒有正式談就夭折了。法國則不同，1884年法國曾兩次侵犯臺灣，但都未能得逞，因此在得知日本首相也想售出臺灣的消息後，法國人十分感興趣。雙方的外交官員經過討價還價，初定臺灣的售價為1500萬法郎。

#### 出售台灣未果辭職
1898年，伊藤博文重新成為日本首相，在他主持召開的軍政要員會議上，第三任總督乃木希典在台灣任內，飽受瘧疾、鼠疫、天花、霍亂和各種疾病所苦，同時預算困年士兵傷亡慘重，再次提出將臺灣賣給法國的建議，日本外務省的官員也在會上彙報了與法方會談的情況。乃木還在會上慷慨激昂地說：“臺灣併入日本之後，日本分文未賺到不說，反而犧牲了許多人的生命。日本無力改變臺灣人的清國情結，也難以在臺灣取得經濟上的收益，更無力治好臺灣，這個賠本的事情不能再做了，乾脆將臺灣賣給佛國（即法國）。”而幾位日本軍政大員也在會上發言贊同乃木的主張，會議中因此一度出現以一億日圓的價格將台灣賣給法國的想法，甚至是賣還給清朝，稱為「台灣賣卻論」。幾個人發言之後，曾任日軍參謀本部參謀的兒玉源太郎起立發言反對：「我覺得不是臺灣不好治理，而是我們管理的官員無能。如果首相覺得政府中找不到能好好治理臺灣的總督，我願意前往任職。」，會談後伊藤博文當即同意：「那好，臺灣不賣給法國了。我任命你為第四任臺灣總督，臺灣的事情，全權委託你處理。」
乃木希典因而辭職，由兒玉源太郎成為第四任臺灣總督，其後與部下後藤新平一起將台灣現代化。

### 日俄戰爭

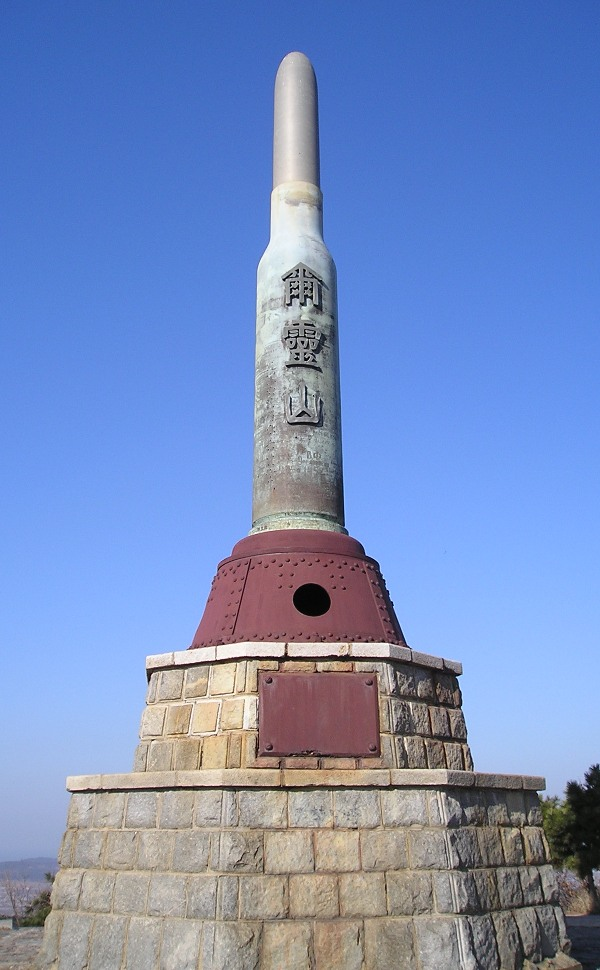
203高地尔灵山纪念碑

- 1904年2月6日，日俄战争爆發，乃木出任第3军司令官，并晋升为陸軍大将，負責指揮旅順會戰。
- 5月29日登陸大連灣，爭奪旅順。但在他登陸前二天的5月27日，他服役於第2軍的長子乃木勝典中尉在金州（在旅順北方）的南山戰役中受傷死亡。明治天皇為保留乃木家的香火（乃木有四名子女，但有二位在幼時夭折），擬詔回與乃木同行的次子乃木保典少尉，但乃木父子聯名上書請求繼續參戰。
- 11月27日，日軍進攻旅順203高地、今旅顺猴石山（後石山）。
- 11月30日，乃木次子保典少尉戰死在203高地西北坡。
- 12月5日，日軍以“肉弹”战术冲锋肉搏，最後夺取203高地。203高地爭奪戰中，日軍共出動兵力6.4萬人，死傷1.7萬人。12月5日傍晚，日军开始炮轰旅顺市区，及港口中帝俄退守旅顺港的残余舰队。
- 1905年1月，日军占领203高地之後，从山上向旅顺城区和港口猛轰，停泊在港裡的俄舰全被击毁。俄军的城防司令（德语：Stadtkommandant）也被炸死。俄军辽东地区总司令官施特塞尔投降。
- 乃木攻下高地后，日军在顶峰修建一座炮弹型的纪念碑，乃木赋汉诗纪念：“尔灵山（乃木希典为203高地取的名，203之谐音）险岂难攀，男子功名期克坚，铁血覆山山形改，万人齐仰尔灵山。”此碑现在仍在203高地。
- 1905年3月，乃木参加奉天会战。
- 日俄战争中的某段期間，乃木希典因病由兒玉源太郎代为指挥。有人认为若非如此，旅顺是攻不下来的。
- 1906年被任命为军事参议官。
- 1907年，因戰功而昇為伯爵。

### 「學習院」院长
乃木在中國戰功不斷，但由於在旅順攻打戰中採用陳舊的戰術，致日軍死傷慘重，自己的兒子也死去了，因此當時乃木大受打擊，已起自殺請罪之念，並向明治天皇請辭。但明治天皇不准，並任命為學習院院长，負責教導皇孫裕仁（即后来昭和天皇）。乃木希典於學習院院長任內，推行軍事式教育亦很嚴格，而且對裕仁他的軍事理論也一定程度上影響了那代人，未來日本則在此後軍國化。據說當時明治天皇命乃木希典任院長時曾說過「你為朕失去了兩個兒子，現在朕將這班孩子交給你。」。

## 逝世
最後期間乃木希典一直任學習院院長。1912年7月30日，明治天皇駕崩；1912年9月13日，明治天皇出殯當天晚上，先是乃木希典的妻子靜子以刀刺自己的胸部自殺，接著乃木希典追腹並切斷自己的頸動脈死亡，兩人皆為明治天皇殉死。乃木希典享年62歲，遗有《乃木希典日记》。

乃木的殉死對他所教導的皇孫裕仁產生了重大的影響。現在學習院大學內仍留有命名為「乃木館」的當時學生宿舍一部份。

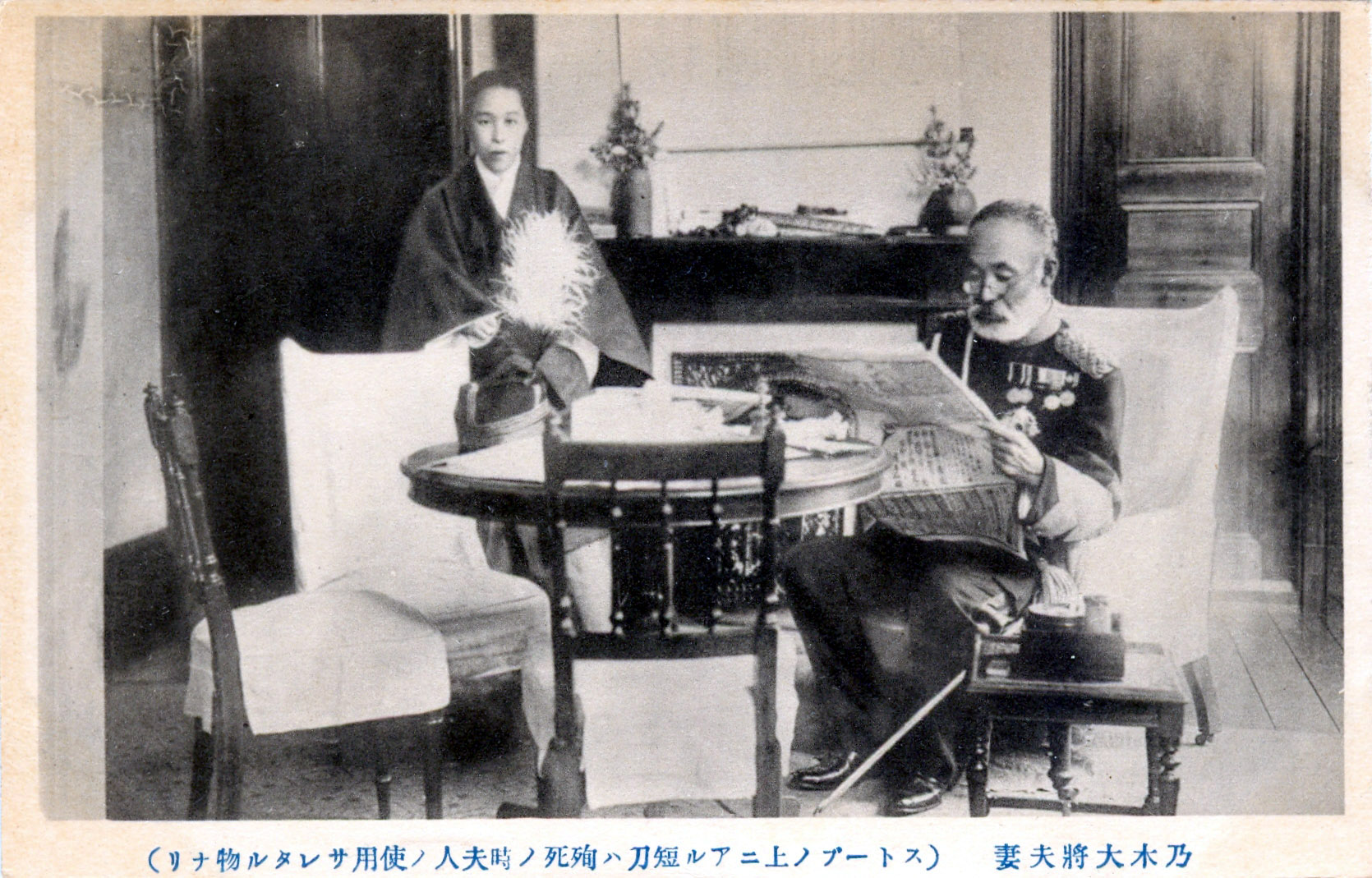
自殺當日之乃木夫妻

### 殉死的影响

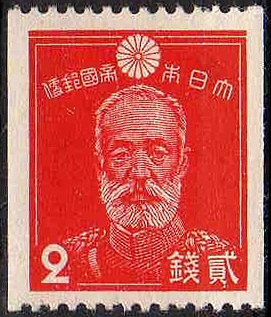
乃木希典紀念郵票

乃木希典为天皇自杀，被日本人称为“殉死”。乃木希典也成為“武士道”精神的象征。死后当局为他在其故居等多地建“乃木神社”，宣传武士道精神。如：為悼念其殉死，東京都港區內的當地「乃木神社」前面朝西連往外苑東通的坡道先於1912年（大正元年）9月經赤坂區議會議決改名為「乃木坂」，後擴張至周邊地域亦被泛稱為「乃木坂」，1972年（昭和47年）10月20日開業的營團地下鐵千代田線的車站命名為乃木坂站，作為地域名更為一般化。日後廣義地被用來稱呼這條坡道與東京地下鐵乃木坂站周邊一帶的地區。
乃木希典的殉死后来被许多日本作家作为题材写进文学作品中，如：
- 森鷗外的《兴津·弥五右卫门的遗书》
- 夏目漱石的《心》
- 三島由紀夫的《忧国》
- 司馬遼太郎的《殉死》
- 芥川龍之介的《将军》
- 渡边淳一的《静寂之声》
- 1921年，郑孝胥为悼念乃木希典而作诗。诗碑现存于青岛博物馆。博物馆刻意将碑体斜立，以示对郑孝胥和乃木的反感。[8]

## 評價

### 旅顺之战的争论
在旅顺攻堅戰中，日軍近六萬人傷亡，是乃木人生最重大挫敗之一，而一直有人爭議他此戰的指揮方法。日本陸軍軍人谷壽夫在《日露戰爭之政戰略機密戰史》（出版書名為《機密日露戰史》）一書內對乃木多有不滿批評。在戰後，由於受到司馬遼太郎作品《坂上之雲》的影響，有論者開始評價乃木希典是無能的「愚將」。

#### 司马辽太郎为首的批判
- 在旅顺攻击要塞，乃木对沃邦创立的世界陆军常识反其道而行之。
- 把司令部设在过于后方，对前线的惨状一无所知。
- 第一次攻击时的选中防御强劲的东鸡冠山和盘龙山的中央突破实际是纸上谈兵。
- 如果早早拿下203高地，那么就能对俄国舰队进行炮击，不拿下要塞也能完成作战目的，但是乃木坚决反对拿下高地，一定要去攻下要塞。
- 乃木是把指挥权交给儿玉才拿下203高地，之后儿玉又还回了权力于是伤亡才这么惨重。
- 可以留下足够的兵力看守要塞，第三军不管要塞继续北上。

#### 拥护乃木的意见
- 沃邦的理论已过了200年不再实用了，而实际上乃木熟读了大量当时的欧洲军事理论。例如沃邦的书中说的要塞是高筑城壁放上大砲，并不是旅顺那种有堑壕和铁丝网，被火力猛而发射间隔短的火砲和机枪保护的要塞。
- 除了大量牺牲步兵外，突破要塞的有效办法到第一次世界大战才发明出来（足够的重砲或突击群战术）。
- 司令部设置得离东鸡冠山只有3公里，离前线过远之说不成立。
- 旅顺要塞在各个方向上有着同样的防御力，并不是东鸡冠山才防御强有力。
- 就算一开始将目标设定为203高地，也免不了巨大的伤亡，而且反对攻击203高地的不只是乃木，大山巖和儿玉也一样反对，所谓儿玉主张打203高地是后世的编造。打203高地纯是上级满洲军部的强硬命令所致。
- 如果留下足够的兵力，至少需要4万，那样第三军也对于奉天会战无足轻重了。
- 儿玉的重砲变动仅是指后备部队的重砲，司马辽太郎的小说中所写的将28CM重砲改换目标攻击203高地并不是事实。
- 相較於第一次世界大戰西歐各國為了探索戰壕戰的戰術，而由嘗試錯誤戰術而浪費的人命來看，乃木的表現算是及格。

### 治理台灣的爭論
黃昭堂《台灣總督府》一書敘述了乃木希典擔任台灣總督期間對台灣人民的鎮壓與政治的腐敗，並批評乃木希典「政治無能」。乃木在臺灣總督任內總督府的財政主要靠鴉片專賣，然而蔡焜燦《台灣人與日本精神》一書，卻說明乃木希典極力匡正官吏的風氣，本身以身作則，甚為清廉節儉；同時也極力禁止日本人對台灣人民施虐或進行不公平交易的行為。伊藤金次郎認為乃木為人至正高潔、嫉惡如仇，故時人認為乃木欠缺清濁通吃的手腕，也導致他無法待在台灣宦海，印證「劣幣逐良幣」之定律。對於乃木希典的能力與作為仍然持續爭論至今。

## 家族
- 妻：乃木静子（湯地七）
- 子女
  - 長子：乃木勝典（1879年8月28日 - 1904年5月27日，在日俄戰爭中戰死）
  - 次子：乃木保典（1881年12月16日 - 1904年11月30日，在日俄戰爭中戰死）
  - 長女：乃木恒子（1885年-1886年，早夭）
  - 三子：乃木直典（1889年-1889年，早夭）
  - 四位兒女都没有後代。
- 養子
  - 元智[9]

### 引用
1. ↑   福岡徹. . 文藝春秋. 1970.
2. ↑  . 臺南市政府文化局. 2021-07-28  [2021-11-17]. （原始内容存档于2021-11-17）.
3. ↑  . 臺南市政府文化局. 2021-07-28  [2021-11-17]. （原始内容存档于2021-11-17）.
4. 1 2  伊藤金次郎　著、日本文教基金會　譯. . 文英堂. 2000年4月: 第209頁. ISBN 957-8811-17-9.
5. ↑  Storm.mg. . www.storm.mg. 2019-04-03  [2024-11-23]. （原始内容存档于2023-10-06） （中文（臺灣））.
6. ↑  . Yahoo News. 2021-11-05  [2024-11-23]. （原始内容存档于2024-11-30） （中文（臺灣））.
7. ↑  . www.sohu.com.   [2024-11-23].
8. ↑  http://cwdhf.blog.hexun.com/19795785_d.html%5B%5D
9. ↑  据《乃木希典日記》

}}